# Pirkko Törnqvist-Paakkanen
Pirkko Törnqvist-Paakkanen, född 29 juli 1956 i Helsingfors, är en finländsk operasångerska (sopran). 
Törnqvist nådde 1981 finalerna dels i sångtävlingen i Villmanstrand, dels i Timo Mustakallio-tävlingen och 1983 finalen i Belvedere-tävlingen i Wien. Hon tog diplomexamen i sång vid Sibelius-Akademin 1982 och fortsatte därefter studierna i Wien. Hon har framträtt på Finlands nationalopera och -balett och vid Operafestspelen i Nyslott samt i bland annat Sverige och Tyskland. På skivinspelningen av Fredrik Pacius Kung Karls jakt (1991) utför hon Leonoras parti.